# Roberto Paribeni
Roberto Paribeni (Rome, 19 mai 1876-Rome, 13 juillet 1956) est un archéologue italien.

## Biographie
Il fait ses études à l'Université de Rome où il est élève d'Emmanuel Loewy et de Karl Julius Beloch avec qui il soutient une thèse sur la Cyrénaïque. Entré en 1898 à l’École d'archéologie de Rome, il est envoyé en Grèce et au Monténégro en 1901. Il devient ensuite membre de l'administration des antiquités (1902), inspecteur au Musée national de Naples puis au Musée préhistorique de Rome et directeur du Musée des Thermes qu'il réorganise. En 1919, il est nommé surintendant des Antiquités de Rome et du Palatin.
Il fouille à Pompéi dès 1902 et édite les nécropoles du territoire de Capoue. Avec Federico Halbherr, il fouille Haghia Triada en Crète (1903) dont il publie le célèbre sarcophage. En 1906, il mène des fouilles en Érythrée dans l'antique Adulis puis est chargé en 1913 de commander et d'organiser une mission archéologique en Asie Mineure méridionale dans le but d'y préparer l'expansion italienne. Il explore ainsi la Pamphylie, la Pisidie, la Lycie et la Cilicie avec Pietro Romanelli.
Officier du corps expéditionnaire italien en Palestine lors de la Première Guerre mondiale, il dirige l'organisme responsable des missions italiennes à l'étranger.
Directeur général des Antiquités et des beaux-arts (1928-1933), il dirige les missions scientifiques du Levant et, jusqu’en 1949 donne un cours d'archéologie et d'histoire antique à l'Université catholique de Milan.
Son fils Enrico Paribeni suit ses traces et se consacre aussi à l'archéologie gréco-romaine.

## Travaux
- Necropoli del territorio capenate, Monumenti Lincei, XVI, 1906
- Il sarcofago dipinto di Haghia Triada, Mon. Lincei, XIX, 1908
- Ricerche nel luogo dell'antica Adulis, Mon. Lincei, XVIII, 1908
- Studi e ricerche archeologiche nell'Anatolia meridionale, Mon. Lincei, XXIII, 1915
- L'Italia e il Mediterraneo orientale, 1916
- Guerra e politica nel paese di Gesù, 1919
- Saggio di bibliografia anatolica, 1921
- Malta, 1925
- Optimus Princeps, 1926-1927
- Il ritratto nell'arte antica, 1934